# Световна лига по волейбол
Световната лига е волейболно състезание за мъже. Създадено през 1990 г., то е най-старото и най-богатото от всички международни събития, организирани от Международната федерация по волейбол (FIVB). Провежда се ежегодно. През 2013 г. включва 18 отбора и има награден фонд от 5,7 млн. щатски долара. .

## История и състав
Световната лига е създадена през 1990 г. като част от интензивна маркетингова програма, която отличава активността на FIVB в края на века. Идеята е да се подпомогне спортуването на волейбол чрез организирането на годишно състезание за зрителите от целия свят.
При първото провеждане на Световната лига в нея взимат участие осем отбора. През 1991 г. броят им е увеличен на десет, а между 1992 и 2000 г., както и през 2004 и 2005 г. участниците са 12. От 2001 до 2003 г. и от 2006 до 2012 г. в Световната лига участват 16 отбора. 
| 1 група                                                                              | 2 група                                                                                                  | 3 група                                                                                           |
| ------------------------------------------------------------------------------------ | --- | ------------------------------------------------------------------------------------------------- |
| Аржентина Белгия Бразилия България Канада Иран Италия Полша Русия САЩ Сърбия Франция | Австралия Египет Китай Нидерландия Португалия Словакия Словения Турция Финландия Чехия Южна Корея Япония | Австрия Венецуела Германия Гърция Естония Испания Казахстан Катар Мексико Тайван Тунис Черна гора |

Стратегията на FIVB дава резултат: в края на века Световната лига е основното международно волейболно събитие. За периода 1990 – 2004 г., общата сума на наградния фонд се увеличава, компенсирайки в очите на националните федерации липсата на традиции и престиж на това състезание. След успеха на Световната лига, FIVB стартира през 1993 подобен проект за женския волейбол – Гранд при.

## Начин на провеждане
Световната лига се различава от Олимпийските игри и Световното първенство, които се провеждат на четиригодишен цикъл и са изцяло в страна-домакин. Тя се провежда на принципа на размененото гостуване в групите, а само финалният етап е в дадена страна-домакин. Лигата се провежда ежегодно, като участниците в нея за задължени да осигурят телевизионно излъчване на състезанията.
FIVB непрекъснато адаптира формулата за провеждане на Световната лига с цел да повиши конкуренцията и да направи състезанието по-атрактивно. Въпреки това няколко базови правила и задължения се спазват през последните години.
- Поканените отбори трябва да осигурят медийно и телевизионно отразяване на събитието.
- Състезанието се състои от две фази: предварителни групи, в които се използва системата на разменено гостуване, и един или няколко финални турнира с една или няколко нации – домакин.
- В предварителните групи всеки отбор изиграва по четири мача с всеки съперник, два като домакин и два като гост. Всяка двойка мачове се играе в рамките на една седмица.
- Когато всички мачове от предварителните групи са изиграни, първите n отбора от всяка група се класират за финалния турнир, и продължават състезанието. Стойността на n зависи от броя на участващите отбори и формата на финалния кръг.
- Нацията-доманкин автоматично се класира за финалния кръг.
- FIVB е опитвала различни формати на финалния кръг: първите шест, първите четири, олимпийски формат. През последните няколко години се използва следния формат: за финалния кръг се класират първите отбори от предварителните групи, нацията домакин и един отбор, избран от FIVB. Те се разделят в две групи по 3 отбора, които играят по 3 мача – по един с всеки от групата и един с отбор от другата група. Първият и вторият се класират за полуфинал, където играят срещу втория и първия от другата група съответно. Спечелилите отиват на финал.
- В предварителните групи всеки отбор обикновено се състои от осемнадесет играча, от които треньорът избира дванадесет за всяка среща. За финалния турнир е разрешена селекцията само на дванадесет играча.

## Резултати
| 1990 детайли | Осака          | Италия      | 3 – 0        | Нидерландия         | Бразилия            | 3 – 1        | СССР        | 8 / 4  |
| 1991 детайли | Милано         | Италия      | 3 – 0        | Куба                | СССР                | 3 – 1        | Нидерландия | 10 / 4 |
| 1992 детайли | Генуа          | Италия      | 3 – 1        | Куба                | САЩ                 | 3 – 1        | Нидерландия | 12 / 4 |
| 1993 детайли | Сао Паоло      | Бразилия    | 3 – 0        | Русия               | Италия              | 3 – 0        | Куба        | 12 / 4 |
| 1994 детайли | Милано         | Италия      | 3 – 0        | Куба                | Бразилия            | 3 – 2        | България    | 12 / 6 |
| 1995 детайли | Рио де Жанейро | Италия      | 3 – 1        | Бразилия            | Куба                | 3 – 2        | Русия       | 12 / 6 |
| 1996 детайли | Ротердам       | Нидерландия | 3 – 2        | Италия              | Русия               | 3 – 2        | Куба        | 11 / 6 |
| 1997 детайли | Москва         | Италия      | 3 – 0        | Куба                | Русия               | 3 – 0        | Нидерландия | 12 / 6 |
| 1998 детайли | Милано         | Куба        | Групова фаза | Русия               | Нидерландия         | Групова фаза | Италия      | 12 / 4 |
| 1999 детайли | Мар дел Плата  | Италия      | 3 – 1        | Куба                | Бразилия            | 3 – 1        | Русия       | 12 / 6 |
| 2000 детайли | Ротердам       | Италия      | 3 – 2        | Русия               | Бразилия            | 3 – 0        | Югославия   | 12 / 6 |
| 2001 детайли | Катовице       | Бразилия    | 3 – 0        | Италия              | Русия               | 3 – 0        | Югославия   | 16 / 8 |
| 2002 детайли | Бело Оризонти  | Русия       | 3 – 1        | Бразилия            | Югославия           | 3 – 1        | Италия      | 16 / 8 |
| 2003 детайли | Мадрид         | Бразилия    | 3 – 2        | Сърбия и Черна гора | Италия              | 3 – 1        | Чехия       | 16 / 8 |
| 2004 детайли | Рим            | Бразилия    | 3 – 1        | Италия              | Сърбия и Черна гора | 3 – 0        | България    | 12 / 4 |
| 2005 детайли | Белград        | Бразилия    | 3 – 1        | Сърбия и Черна гора | Куба                | 3 – 2        | Полша       | 12 / 4 |
| 2006 детайли | Москва         | Бразилия    | 3 – 2        | Франция             | Русия               | 3 – 0        | България    | 16 / 6 |
| 2007 детайли | Катовице       | Бразилия    | 3 – 1        | Русия               | САЩ                 | 3 – 1        | Полша       | 16 / 6 |
| 2008 детайли | Рио де Жанейро | САЩ         | 3 – 1        | Сърбия              | Русия               | 3 – 1        | Бразилия    | 16 / 6 |
| 2009 детайли | Белград        | Бразилия    | 3 – 2        | Сърбия              | Русия               | 3 – 0        | Куба        | 16 / 6 |
| 2010 детайли | Кордоба        | Бразилия    | 3 – 1        | Русия               | Сърбия              | 3 – 2        | Куба        | 16 / 6 |
| 2011 детайли | Гданск         | Русия       | 3 – 2        | Бразилия            | Полша               | 3 – 0        | Аржентина   | 16 / 8 |
| 2012 детайли | София          | Полша       | 3 – 0        | САЩ                 | Куба                | 3 – 2        | България    | 16 / 6 |
| 2013 детайли | Мар дел Плата  | Русия       | 3 – 0        | Бразилия            | Италия              | 3 – 2        | България    | 18 / 6 |
| 2014 детайли | Флоренция      | САЩ         | 3 – 1        | Бразилия            | Италия              | 3 – 0        | Иран        | 28 / 6 |
| 2015 детайли | Рио де Жанейро | Франция     | 3 – 0        | Сърбия              | САЩ                 | 3 – 0        | Полша       | 32 / 6 |
| 2016 детайли | Краков         | Сърбия      | 3 – 0        | Бразилия            | Франция             | 3 – 0        | Италия      | 36 / 6 |
| 2017 детайли | Куритиба       | Франция     | 3 – 2        | Бразилия            | Канада              | 3 – 1        | САЩ         | 36 / 6 |

## Медали
Медали от Световната лига до 2017 г. са печелили 10 отбора, всички от I група. Девет от тях за завоювали златни отличия, 8 – сребърни медали, а всичките – бронзови. Класирането по общия брой на медалите се оглавява от Бразилия.
| Място | Държава     | Злато | Сребро | Бронз | Общо |
| ----- | ----------- | ----- | ------ | ----- | ---- |
| 1     | Бразилия    | 9     | 7      | 4     | 20   |
| 2     | Италия      | 8     | 3      | 4     | 15   |
| 3     | Русия       | 3     | 5      | 7     | 15   |
| 4 – 5 | Сърбия      | 1     | 5      | 3     | 9    |
| 4 – 5 | Куба        | 1     | 5      | 3     | 9    |
| 6     | САЩ         | 2     | 1      | 3     | 6    |
| 7     | Франция     | 2     | 1      | 1     | 4    |
| 8     | Нидерландия | 1     | 1      | 1     | 3    |
| 9     | Полша       | 1     | 0      | 1     | 2    |
| 10    | Канада      | 0     | 0      | 1     | 1    |
| Общо  | Общо        | 28    | 28     | 28    | 84   |